# Prudnik
Prudnik là một thị trấn thuộc huyện Prudnicki, tỉnh Opolskie ở nam Ba Lan. Thị trấn có diện tích 20 km². Đến ngày 1 tháng 1 năm 2011, dân số của thị trấn là 22514 người và mật độ 1098 người/km².